# Gran Vall del Rift
La Gran Vall del Rift o Rift Valley és una gran fractura geològica, amb una longitud total aproximada de 7.000 quilòmetres, que van des de la Vall de la Beqaa al Líban, que es troba a Àsia, fins a Moçambic, al sud-est d'Àfrica en direcció nord-sud. Es va començar a formar fa uns 30 milions d'anys al sud-est de l'Àfrica (on és més ample) i actualment segueix creixent, tant en amplada com en llargada.
Tot i que el nom es continua fent servir no s'utilitza gaire en geologia, ja que es considera una fusió imprecisa de sistemes separats de falles, tot i que relacionats. Avui en dia, el terme s'utilitza més sovint per referir-se al Rift de l’Àfrica Oriental, el límit divergent de la placa que s'estén des de la Juncció Triple d'Afar cap al sud a través de l'Àfrica oriental, i està en procés de dividir la placa africana en dues noves plaques separades. Els geòlegs generalment es refereixen a aquestes plaques incipients com la placa africana i la placa somali.

## Formació
La Gran Vall del Rift es va formar al Miocè, fa aproximadament 25 milions d'anys. S'inicià amb origen a la triple cruïlla d'Afar i es va obrir al llarg del temps formant dues branques principals distants però paral·leles: la fractura oriental que travessa Etiòpia i Kenya i la fractura occidental, que s'estén en arc des d'Uganda fins a Malawi.
Els rifts (oriental i occidental) són marcats per l'activitat volcànica, falles i grans sistemes de mig graben escampats i reblerts amb els sediments dels rius i els llacs. La branca oriental es va formar a principis del Miocè. És un sistema volcànic que forma els Rifts de Kenya i Etiòpia on hi ha el volcà Erta Ale amb un llac de lava actiu.
La branca occidental, de formació més tardana, inclou extensos llacs de fondària diversa, inclòs el llac Tanganyika, que és el segon més profund del món. Aquesta branca occidental registra una activitat volcànica comparativament menor, no obstant, els terratremols solen ser més intensos en aquesta zona i es considera més activa sísmicament. La branca occidental es un model de sistema de rift continental jove i actiu, mentre que la branca oriental representa un sistema madur i aturat.
El rift és un límit de plaques tectòniques divergents en expansió. La placa africana està en procés de dividir-se en dues plaques tectòniques (Somàlia i Núbia) progressant a una velocitat de 6 a 7 mm anuals. Es calcula que la contínua extensió produïrà la ruptura litosfèrica d'aquí a 10 milions d'anys, quan la placa de Somàlia es trencarà i es formarà una nova conca oceànica. Entre la placa de Núbia i d'Aràbia la velocitat de separació és variant d'un extrem a l'altre entre 5 i 14 mm/any.

## Extensió teòrica

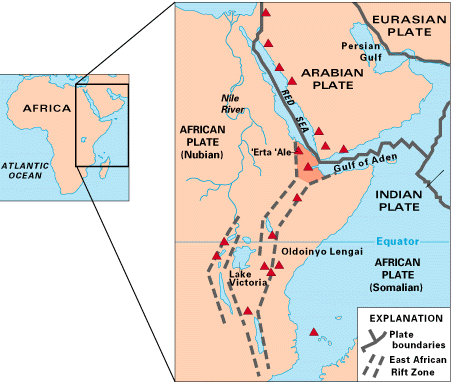
Mapa de l'Àfrica oriental que mostra alguns dels volcans històricament actius (triangles vermells) i la juncció d'Afar (ombrejada, al centre): una unió triple de tres plaques: l'àrabiga, i les dues plaques africanes: la núbia i la somalí que es divideixen al llarg del Rift.

Avui, aquestes escletxes i falles es consideren diferents, tot i que connectades. Originàriament, es creia que la Gran Vall del Rift era una característica única que s'estenia des del Líban al nord fins a Moçambic al sud, on constitueix una de les dues regions fisiogràfiques diferents de les Muntanyes de l’Àfrica Oriental. Comprenia el que avui s'anomena la secció libanesa de la Falla del Mar Mort, la Vall del Rift del Jordà, la Rift del Mar Roig i la Rift d'Àfrica Oriental. Aquestes escletxes i falles es van formar fa 35 milions d’anys.
El sistema de rift, com a conjunt complet, s'estén per milers de quilòmetres a Àfrica i diversos milers més incloent-hi el Mar Roig i el golf d'Aden. Existeixen diverses estructures força ben definides però de menor extensió, anomenades grabens quei hi estan associades geològicament. Una d'aquestes falles associades és la falla de Nyanza a l'oest de Kenya, a prop del llac Victòria. Aquest conjunt de falles i escletxes formen la geologia i la topografia característiques de l'Àfrica oriental.

## Asia
Les parts més septentrionals del Rift corresponen a la secció central del que avui s'anomena Falla de Llevant o Rift. Aquesta secció mitjana de la DST forma la vall de Beqaa al Líban, que separa el Líban de les muntanyes Anti-Líban. Més al sud es coneix com la Vall d'Hula que separa les muntanyes de Galilea i els alts del Golan.
El riu Jordà comença aquí i flueix cap al sud a través del llac Hula fins al mar de Galilea a Israel. El Rift continua llavors cap al sud a través de la Vall del Rift del Jordà fins a la mar Morta a la frontera entre Israel i Jordània. Des del mar Morta cap al sud, el Rift està ocupat pel Wadi Araba, després el golf d’Àqaba i després la mar Roja.
A l'extrem sud del Sinaí, al mar Roig, la transformació del Mar Mort es troba amb el Rift del Mar Roig que recorre tota la seva longitud. El Rift del Mar Roig arriba a terra per trobar-se amb el Rift de l’Àfrica Oriental i là Dorsal d’Aden a la depressió de l’Àfrica Oriental. La unió d’aquestes tres escletxes s'anomena Juncció Triple d'Afar.

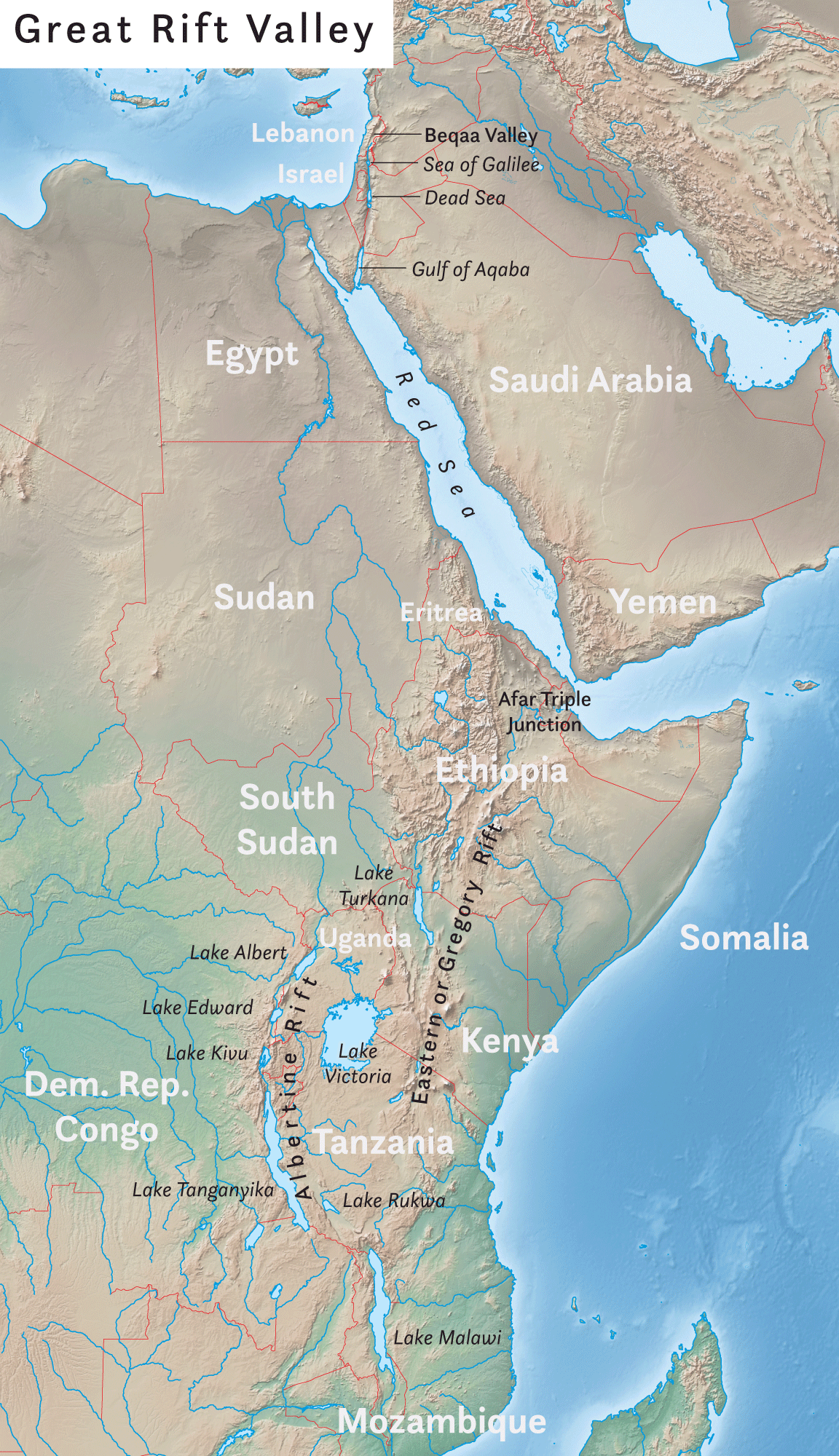
Mapa de la Vall de Rift

## Àfrica
El Rift de l’Àfrica Oriental segueix el Mar Roig fins al final abans de convertir-se cap a l’interior en l'Altiplà d'Etiòpia, dividint el país en dues regions muntanyoses grans i adjacents però separades. A Kenya, Uganda i els marges del Sudan del Sud, el Gran Rift transcorre al llarg de dues branques separades que s'uneixen entre elles només a l'extrem sud de Tanzània, al llarg de la seva frontera amb Zàmbia. Les dues branques s'anomenen Falla Albertina i la Falla Gregory. Aquest sistema també acull la major elevació d'Àfrica, el volcà Kilimanjaro, així com el volcà Ol Doinyo Lengai, que dona vida al parc de Serengheti.
El Rift occidental, també anomenat Falla Albertína, està vorejat per algunes de les muntanyes més altes d'Àfrica, com les muntanyes Virunga, les muntanyes Mitumba i les muntanyes Ruwenzori. Conté els llacs de la vall del Rift, que inclouen alguns dels llacs més profunds del món (fins a 1.470 metres de profunditat al llac Tanganyika).
Gran part d'aquesta àrea es troba dins dels límits de parcs nacionals com el Parc Nacional Virunga a la República Democràtica del Congo, el Parc Nacional Rwenzori i el Parc Nacional Queen Elizabeth a Uganda i el Parc Nacional dels Volcans a Ruanda. Es considera que el llac Victòria forma part del sistema de la vall del Rift, tot i que en realitat es troba entre les dues branques. Tots els Grans Llacs d'Àfrica es van formar com a resultat de la fractura, i la majoria es troben dins del seu territori.
A Kenya, la vall és la més profunda al nord de Nairobi. Com que els llacs del Rift Oriental no tenen sortida al mar i solen ser poc profunds, tenen un alt contingut mineral ja que l'evaporació de l’aigua deixa les sals enrere. Per exemple, el llac Magadi té altes concentracions de sosa (carbonat de sodi) i el llac Elmenteita, el llac Bogoria i el llac Nakuru són fortament alcalins, mentre que les fonts d’aigua dolça que subministren el llac Naivasha són essencials per donar suport a la seva varietat biològica actual.
La secció sud de la vall del Rift inclou el llac Malawi, el tercer cos d’aigua dolça més profund del món, que arriba als 706 metres de profunditat i separa l’altiplà de Nyassa del nord de Moçambic de Malawi; i acaba a la vall del Zambezi.
La Gran Vall del Rift és coneguda per la seva biodiversitat, sobretot a la part africana. A l'alçada de l'Àfrica Central es divideix en dues valls diferents que tornen a unir-se més al sud, a Tanzània. La vall de l'est acull grans extensions de sabana per on viuen enormes bandades de mamífers com el búfal africà, el nyu, la zebra, la girafa o l'elefant africà. A la vall de l'oest, en canvi, predomina la selva i hi trobem el ximpanzé i el goril·la, entre altres animals.

Diagrama de l'evolució potencial de la Vall del Rift fins a convertir-se en una mar, per eixamplament i inundació permanent.

El trencament del continent africà exercida per la Gran Vall del Rift és la responsable del fet que a l'est del continent el clima sigui més sec que a l'oest. Això fa que en aquesta part d'Àfrica aparegui primer la sabana i els micos locals, que fins llavors vivien a les branques dels arbres, es fessin terrestres, donant lloc als primers homínids. La gran esquerda ha deixat al descobert centenars de metres d'estrats geològics, cosa que ha permès un gran coneixement dels fòssils i la història geològica.
A mesura que les plaques tectòniques se separin l'oceà Índic anirà inundant la gran vall, dividint en dos el continent africà en un procés que durarà milers d'anys. Com el seu nom indica, la Gran Vall del Rift és un rift en procés d'expansió que amb el temps es convertirà en una dorsal oceànica (de fet a la zona del Mar Roig ja ho és gràcies a la seva comunicació amb l'oceà Índic). Els constants terratrèmols i emersions de lava contribueixen a aquest creixement. Es calcula, que de seguir a aquest ritme, el fons de la vall quedarà totalment inundat per les aigües marines d'aquí a 10 milions d'anys. Amb això, l'Àfrica s'haurà dividit en dos continents que tendiran a separar-se fins a formar un nou oceà.

## Història
L'any 1896, J. W. Gregory va publicar La gran Vall del Rift, una narració del viatge al mont Kenya i al llac Baringo amb algunes anotacions geològiques, naturalistes i antropològiques. El viatge descrit, va succeir l'any 1893, quan Gregory es va desplaçar des de la costa de Kenya a Mombasa i cap a la vall del Rift, escalant el mont Kenya i acabant novament a la costa. Aquest treball descriptiu va marcar l'inici de la comprensió científica de la vall del Rift. Va observar i reconèixer el Rift com un veritable graben (conca o depressió de falla). Es va interessar pel seu origen observant que moltes de les esquerdes eren ben recents i que les llenques de roques i les canals eren força espaïades i alhora poc profundes, atribuint-ho a l'extensió de l'escorça terrestre.

## Per a més informació
- Africa's Great Rift Valley, 2001, ISBN 0-8109-0602-3
- Tribes of the Great Rift Valley, 2007, ISBN 978-0-8109-9411-9
- East African Rift Valley lakes, 2006, OCLC 76876862
- Photographic atlas of the Mid-Atlantic Ridge Rift Valley, 1977, ISBN 0-387-90247-3
- Rift Valley fever : an emerging human and animal problem, 1982, ISBN 92-4-170063-7
- Rift valley: definition and geologic significance, Giacomo Corti (National Research Council of Italy, Institute of Geosciences and Earth Resources) – The Ethiopian Rift Valley, 2013,
- Big crack is evidence that East Africa could be splitting in two, by Lucia Perez Diaz, CNN. Updated April 5, 2018